# Перов, Андрей Александрович
Андре́й Алекса́ндрович Перо́в (29 июля 1981, Белореченск) — российский футболист, полузащитник.

## Карьера
Андрей Перов начал карьеру игрока во Втором дивизионе ПФЛ в клубе «Краснодар-2000». В последующие годы футболист выступал в командах «Спартак» (Щёлково) и «Газовик-Газпром». Первого серьёзного достижения Перов добился в составе ФК «Химки», став финалистом Кубка России 2004/05. Впоследствии стал игроком московского «Торпедо», в составе которого провёл 30 игр, в том числе и 10 в Премьер-лиге. С 2008 года играл в клубе «КАМАЗ». 25 января 2011 года подписал контракт на полтора года с «Уралом». 3 апреля было сообщено, что Андрей Перов, не сыграв ни одного матча за «Урал», отдан в аренду на полгода клубу «Волгарь-Газпром». С 2017 года играет в любительском клубе СОЮЗ.

## Достижения
«Химки»
- Финалист Кубка России: 2004/05